# Drake af Torp och Hamra
Drake af Torp och Hamra är en svensk adelsätt, som introducerades på Riddarhuset 1646 och som troligen utslocknade på svärdssidan 1709. Den hade namn efter gårdana Torp och Hamra i Vårdnäs socken i nuvarande Linköpings kommun i Östergötland.
Ättens är en av fyra, som introducerats på Riddarhuset med Drake som en del av namnet. De övriga är Drake af Hagelsrum, Drake af Intorp samt von Drake. Samtliga dessa släkter har gjort anspråk på att härstamma från den medeltida Drakeätten från Västbo i Småland. Ätterna Drake af Hagelsrum och Drake af Intorp är adelsätter som tagit Drakenamnet från mödernet men behållit sina fäderneärvda vapen från släkterna Hand respektive Torpaätten (Sparre över Stjärna), medan anspråket  från den jämtländska ätten von Drake anses obefogat.
Ätten Drake af Torp och Hamra räknar ryttaren  Jöns Drake (död omkring 1610) till Torp som stamfar. Denne var utomäktenskaplig, eventuellt föräktenskaplig son till Birger (eller Börje) Drake till Ramnäs och hade därför inte arvsrätt till dennes adelskap.
De vidare linjerna bakåt har varit omtvistade och är inte fullständigt utredda. I Svenskt biografiskt lexikon presenterades 1946 argument både för att ätten skulle höra till Drakeätten från Sunnerbo och till Drakeätten från Västbo. Genealogen Jan Eric Almquist (1956/1957) förde ätten till Drakeätten från Västbo men utan bindande bevis.
Jöns Drakes  son Christer Drake innehade bland annat gårdarna Torp och Hamra söder om Linköping, och sonsonen Johan Christerson Drake  adlades 1646 med namnet Drake och introducerades året efter på nummer 361. Hans rätt till detta namn bestreds emellertid vid riksdagarna 1647 och 1668 av representanter för Hagelsrumsgrenen, som menade sig ha ensamrätt till namnet Drake. Lösningen på konflikten blev tilläggen av gårdsnamnen till namnet, något även Hagelsrumsgrenen måste finna sig i.
Torp och Hamragrenen utslocknade troligen på manssidan med Johan Christerssons son Fredrik Drake, som föll vid Poltava 1709. Dennes  syster Sofia levde till 1741 och var från 1689  gift med överstelöjtnanten Jon Stålhammar (1659–1708) men var känd under Drakenamnet. Hon var under många år en skicklig förvaltare av familjens egendomar och besjungs  för detta i en dikt av Carl Snoilsky, Frun från Salshult.

## Personer i ätten
- Johan Drake (död 1677), överste
- Sofia Drake (1662–1741), godsägare

## Släkttavla (urval)
- Berger Drake till Ramnäs (troligen i Göteryds socken, nuvarande Älmhults kommun)
  - Jöns Drake (död omkring 1610), ryttare
    - Christer Drake till Torp och Hamra, (död 1619)
      - Johan Drake, adlad Drake, (död 1677)
        - Fredrik Drake (1660–1709), överstelöjtnant, stupade vid Poltava
        - Christina (död 1719), gift  (1) med överstelöjtnanten Johan von Müllern (2) med översten Frans Evald Fock
        - Sofia Drake (1662–1741), gift med överstelöjtnanten Jon Stålhammar